# Piro Malaveci
Piro Malaveci (ur. 22 listopada 1945 w Tiranie) – albański aktor. 

## Życiorys
W 1972 ukończył studia aktorskie w Instytucie Sztuk w Tiranie i rozpoczął pracę w Teatrze Ludowym (alb. Teatri Popullor). 
W filmie albańskim zadebiutował w 1975 rolą drugoplanową w filmie Rrugicat qe kerkonin dielli. Zagrał jeszcze w 6 filmach fabularnych.

## Role filmowe
- 1975: Rrugicat qe kerkonin dielli
- 1978: Kur hidheshin themelet jako Selim Myrto
- 1980: Intendenti jako Gjoleka
- 1982: Nëntori i dytë jako Hasan Prishtina
- 1986: Kur hapen dyert e jetes jako kierowca Frrok
- 1987: Kemishet me dylle jako Lame Kusari
- 1988: Tre vetë kapërcejnë malin jako Vangjel Zgurra
- 1989: Djali elastik jako ojciec